# Амијенски мир
Амијенски мир закључен је 25. марта 1802. године у Амјену између Велике Британије и Француске по завршетку француских револуционарних ратова и привремено је окончао непријатељства између Француске и земаља Друге коалиције.

## Одредбе мира
После закључења Линевилског мира 1801. године, Наполеон је између Калеа и Соме отпочео припреме за десант на Велику Британију, што је утицало на јачање присталица мира у Великој Британији. Према одредбама Амијенског мира Египат је враћен Турској, Малта витешком реду Јовановаца, Француска је евакуисала Напуљ и Папску државу, а Велика Британија острва у средоземном мору и све заузете прекоморске територије осим Тринидада и Цејлона. Амијенским миром прећутно је призната власт Велике Британије на мору, а Француске на копну, што је крило клице нових сукоба. Мир је трајао само годину дана и био је једини период општег мира у Европи између 1793. до 1814. године.
Према уговору Британија је признала Француску Републику, а уговор је уједно и означио крај Друге коалиције.
Уједињено Краљевство је склапањем мира желело да омогући обнову трговине са континенталном Европом и да прекине своју изолацију од других сила. Са друге стране Наполеон је искористио мир за велике унутрашње реформе, као и за склапање мира са Ватиканом и издавање новог устава.
Предлог за склапање мира је први изнео Бонапарта јос 1799. године британском министру спољних послова, али предлог није одмах разматран. Тек сменом министра и новонастале опасности за Енглеску од рата са Русијом предлог је узет у разматрање од стране енглеза. Вест о потписивању са радошћу је дочекана широм Европе. Прославе мира, памфлети, песме и оде су се шириле на француском, енглеском, немачком и другим језицима.

## Прекид мира
Британци су били све више љути и забринути због Наполеоновог преуређења међународног система у западној Европи, посебно у Швајцарској, Немачкој, Италији и Холандији па су прекинули примирје објавивши рат Француској у мају 1803. године. Енглези су Наполеонове намере схватили као непријатељске према британским националним интересима највише због тога што је одлучио да пошаље француске трупе у Швајцарску. Британска влада се успротивила одређеним условима из уговора, као што је евакуација њихове поморске флоте са Малте. Наполеон није био спреман да настави рат, па је пристао на неке компромисе у корист британске владе, али није могао да прихвати све њихове услове, па је Британија 18. маја званично објавила рат Француској, чиме су започели Наполеонови ратови, који ће беснети у Европи наредних 12 година.